# Nawaf Salam
Nawaf Salam (en arabe : نواف سلام), né le 15 décembre 1953 à Beyrouth, est un diplomate, juriste, universitaire et homme d'État libanais. Il est président de la Cour internationale de justice de février 2024 à janvier 2025 et président du Conseil des ministres du Liban depuis le 8 février 2025.  
Il a été représentant permanent du Liban auprès des Nations unies à New York de 2007 à 2017, et juge à la Cour internationale de justice de 2018 à 2025.

## Origines et formation
Fils d'Abdallah Salam et Reckat Beyhum, Nawaf Abdallah Salim Salam est issu d'une importante famille politique beyrouthine. Son grand-père, Selim Ali Salam (en), chef du Mouvement réformiste de Beyrouth, a été élu en 1912 député au Parlement ottoman. Son oncle, Saëb Salam, l’un des dirigeants du mouvement national libanais qui a lutté sous le mandat français pour l’indépendance du pays, a été Premier ministre quatre fois entre 1952 et 1973. Son cousin, Tammam Salam, a été Premier ministre de 2014 à 2016. Nawaf Salam est marié à Sahar Baassiri (en), journaliste et ambassadrice du Liban auprès de l'UNESCO depuis janvier 2018. Il a deux enfants, Abdallah et Marwan.
Il est docteur d’État en sciences politiques de l'Institut d'études politiques de Paris (Sciences Po) (1992), et titulaire d’un Master of Laws de la faculté de droit de Harvard, ainsi que d’un doctorat en histoire de la Sorbonne (1979).

## Carrière professionnelle
De 1979 à 1981, Nawaf Salam est chargé de cours à la Sorbonne où il enseigne l’histoire contemporaine du Moyen-Orient. En 1981, il est chercheur invité au Weatherhead Center for International Affairs de l'université de Harvard. Entre 1985 et 1989, il est maître de conférences à l'université américaine de Beyrouth, et avocat associé au cabinet Takla.
Il est également, de 1989 à 1990, chercheur invité à Harvard Law School et, de 1989 à 1992, consultant juridique étranger à la firme Edwards & Angell LLP.
En 1992, il retourne à Beyrouth où il travaille comme avocat au cabinet Takla et enseigne le droit international et les relations internationales à l'université américaine de Beyrouth. Il y est nommé en 2003 professeur associé invité en sciences politiques, puis professeur associé en 2005. De 2005 à 2006, il y assume la direction du département d’études politiques et d’administration publique.
Nawaf Salam a également été, de 1999 à 2002, membre du bureau exécutif du premier Conseil économique et social du Liban et, de 2000 à 2004, membre de la Commission nationale libanaise pour l’UNESCO. En 2005-2006, il a été membre et rapporteur de la Commission nationale pour la réforme électorale.
Il a été membre du conseil d’administration du Centre libanais d'études politiques.

## Représentant permanent du Liban aux Nations unies
De juillet 2007 à décembre 2017, Nawaf Salam a rempli les fonctions d'ambassadeur extraordinaire et plénipotentiaire, représentant permanent du Liban auprès des Nations unies à New York.
En 2010 et 2011, Nawaf Salam a représenté son pays au Conseil de sécurité des Nations unies, le Liban ayant été élu membre non permanent de cette instance pour une durée de deux ans. Il a présidé ce conseil en mai 2010 et septembre 2011.
De septembre 2012 à septembre 2013, il a été vice-président de la 67e session de l'Assemblée générale des Nations unies, et a représenté le Liban au Conseil économique et social des Nations unies (CESNU) en 2016 et 2017.
Durant son mandat aux Nations unies, Nawaf Salam a présidé et participé à plusieurs délégations libanaises à des réunions et conférences internationales, y compris aux conférences sur le changement climatique de Paris (2015) et de Cophenhague (2009), à la conférence internationale sur le financement pour le développement d'Addis-Abeba (2015), et au sommet Rio+20 sur le développement  durable (2012).

## Juge à la CIJ
Le 9 novembre 2017, Nawaf Salam est élu juge à la Cour internationale de justice pour la période 2018-2027, ayant obtenu la majorité absolue des voix à l'Assemblée générale et au Conseil de sécurité,.
Il devient le président de la Cour internationale de justice le 6 février 2024.

## Président du Conseil des ministres du Liban
Le 13 janvier 2025, Nawaf Salam est désigné président du Conseil des ministres du Liban par le nouveau président de la République Joseph Aoun, en obtenant le soutien de 84 députés libanais sur 128. Il a reçu le soutien de plusieurs formations traditionnelles, comme celle du chef druze Walid Joumblatt et de trois partis chrétiens, ainsi que celui de la dizaine de députés indépendants. En revanche, le Hezbollah et le Amal ne l'ont pas soutenu, mais n'ont pas pour autant présenté un autre candidat face à lui. Le Hezbollah a longtemps mis son veto au nom de Nawaf Salam en le dépeignant comme un homme des États-Unis. Le quotidien Al-Akhbar, proche du parti chiite, a même considéré sa nomination serait un « coup d’État des Etats-Unis ». Sa désignation, saluée par la France, s’est faite avec un fort soutien de l'Arabie saoudite. Il est officiellement nommé et investit avec son gouvernement le 8 février.

## Décorations
Officier de l'ordre de la Légion d'honneur en France

## Publications principales

### Livres et livrets
- "Le Liban au Conseil de Sécurité, 2010-2011" (en arabe), Dar Al Saqi, Beyrouth, 2013.  (ISBN 978-1-85516-970-8)[12]
- "Le Moyen-Orient à l’épreuve de l’Irak", Actes-Sud/Sindbad, Paris, 2005. (ISBN 2-7427-5249-8) [13]
- "Options for Lebanon", I.B. Tauris, London and New York, 2004.  (ISBN 1-85043-928-1) (Version arabe publiée par Dar An-Nahar[14].
- Coauteur avec Theodor Hanf, "Lebanon in Limbo", Nomos, Baden-Baden, 2003.  (ISBN 3-8329-0310-0) [15]
- Coauteur avec Fares Sassine, "Lebanon : A Century in Pictures" (Trilingue anglais-français-arabe), Dar An-Nahar, Beyrouth, 2003.  (ISBN 2-84289-286-0) [16]
- "Civil Society in the Arab World: The Historical and Political Dimensions", Islamic Legal Studies Program, Harvard Law School, Occasional Publications, Cambridge, 2002.  (ISBN 0-88086-050-2) [17]
- "La condition libanaise : communautés, citoyen, État" suivi de "La citoyenneté en pays d’islam". Dar An-Nahar, Beyrouth, 1998. (2nd ed. 2001).  (ISBN 2-84289-099-X) [18]
- "Mythes et politiques au Liban: trois essais", Fiches du Monde Arabe, Beyrouth, 1987.
- "Prospects for Lebanon: An Essay on Political Opportunities and Constraints", C.L.S., Oxford, 1987.

### Articles de revues scientifiques et contributions à des ouvrages collectifs
- "Taif’s Dysfunctions and the Need for Constitutional Reform" in Youssef Choueiri, Breaking the Cycle: Civil Wars in Lebanon, Stacey International, London, 2007.
- "Note sur le système confessionnel au Liban" in Abdel-Wahab Bouhdiba (ed.), Mélanges en l’honneur de Dominique Chevallier, Paris-Tunis, 2006, p. 77–86.
- "The War in Lebanon: its origins and courses" in Peter Molt and Helga Dickow, Comparing Cultures and Conflicts, Baden-Baden, 2006, p. 290–299.
- "The Emergence of Citizenship in Islamdom" in Arab Law Quarterly, Vol. 12, part 2, 1997, p. 125–147.
- "Between Repatriation and Resettlement: Palestinian Refugees in Lebanon" in Journal of Palestine Studies, Vol. XXIV/1, no 93, 1994, p. 18–27. (version française in Revue d'études palestiniennes 1, automne 1994)
- "Is the Exceptio non adimpleti contractus part of Lex Mercatoria?" Coauteur avec Philip D. O'Neill, Jr. in Emmanuel Gaillard (dir.), Transnational Rules in International Commercial Arbitration, International Chamber of Commerce/International Law Association, Paris, 1993, p. 147–159.

### Thèses de doctorat
- Conflits et perceptions politiques dans le Liban contemporain, Institut d’études politiques de Paris (Sciences Po), 1991.
- L'insurrection de 1958 au Liban, Université de Paris-Sorbonne (Paris IV), 1979. [24]